# She Knows Me Too Well
A 'She Knows Me Too Well Brian Wilson és Mike Love szerzeménye, ami először mint a When I Grow Up (To Be a Man) B-oldalaként, majd az 1965-ös Beach Boys nagylemezen, a The Beach Boys Today!-en jelent meg. A dal mérföldkőnek számít Brian művészi fejlődésében, és a Pet Sounds-hoz vezető úton, mind zeneileg, mind szövegileg. A szólóvokált Brian énekli.

## Felvételek
A számot két felvételi ülés alatt vették rögzítették a Western Recorders stúdióban 1964-ben. Augusztus 5-én lett felvéve az instrumentális alap, majd Augusztus 8-án a vokálok. A háttérvokálokat természetesen mint mindig itt is megduplázták, ám azon ritka pillanatok egyike ez a dal, amikor is Brian szólóvokálja nincs megduplázva. Az instrumentális felvételen Carl játszik a szóló és a ritmusgitáron is, Al Jardine a basszusgitáron, Dennis a dobokon, Brian pedig a zongorán. Brian énekli a szólóvokált, a háttérvokált pedig Carl, Dennis, Al, és Mike.

## Helyezések
| Helyezések (1964)      | Legmagasabb Pozíció |
| ---------------------- | ------------------- |
| U.S. Billboard Hot 100 | 101                 |
| Cash Box               | 93                  |

Angliában nem jutott fel a listákra, ám az A-oldalán található "When I Grow Up (To Be a Man)" jól szerepelt és a 27. helyet érte. Kanadában ugyancsak: a lista 1. helyéig jutott ahol két hetet töltött.

## Fordítás
- Ez a szócikk részben vagy egészben  a   She Knows Me Too Well című angol Wikipédia-szócikk fordításán alapul.  Az eredeti cikk szerkesztőit annak laptörténete sorolja fel. Ez a jelzés csupán a megfogalmazás eredetét és a szerzői jogokat jelzi, nem szolgál a cikkben szereplő információk forrásmegjelöléseként.